# Nakayama
Pour les articles homonymes, voir Nakayama (homonymie).
Nakayama (中山町, Nakayama-machi) est un bourg du district de Higashimurayama (préfecture de Yamagata), dans le nord de l'île de Honshū, au Japon.

## Géographie

### Démographie
En 2011, la population de Nakayama s'élevait à 11 906 habitants répartis sur une superficie de 31,23 km2 (densité de population de 381 hab./km2).